# Sandy Glacier, Antarktis
Sandy Glacier är en glaciär i Antarktis. Den ligger i Östantarktis. Nya Zeeland gör anspråk på området. Sandy Glacier ligger 600 meter över havet.
Terrängen runt Sandy Glacier är varierad. Trakten är obefolkad. Det finns inga samhällen i närheten.